# Carl Schmidt (koptolog)
Carl Schmidt (ur. 26 sierpnia 1868 w Hagenow, zm. 17 kwietnia 1938 w Kairze) – niemiecki koptolog, egiptolog, protestancki teolog.

## Życiorys
Był wydawcą pism koptyjskich i badaczem związanych z nimi problemów patrystycznych. Zajmował się poszukiwaniem, zakupem i wydawaniem egipskich papirusów. Naukowo zajmował się problemami gnostycyzmu. 

## Wybrane publikacje
- De codice Bruciano seu de libris gnosticis qui in lingua coptice exstant commentatio. Pars I A qua haeresi et quo tempre »Pistis Sophia« et »Duo libri de Jeû« sint conscripti, Leipzig 1892.
- Gnostische Schriften in koptischer Sprache aus dem Codex Brucianus herausgegeben, übersetzt und bearbeitet von Carl Schmidt, Hinrichs´sche Buchhandlung, Leipzig 1892.
- Koptisch-gnostische Schriften Band 1: Pistis Sophia, die beiden Bücher des Jeû, unbekanntes altgnostisches Werk, Hrsg. im Auftrage der Kirchenväter-Commission der Königl. preussischen Akademie der Wissenschaften. Hinrichs, Leipzig 1905. In: Die griechischen christlichen Schriftsteller der ersten drei Jahrhunderte; Koptisch-Gnostische Schriften. Band 1.
- Acta Pauli aus der Heidelberger koptischen Papyrushandschrift Nr. 1 Herausgegeben von Carl Schmidt, Übersetzungen, Untersuchungen und Koptischer Text, Hinrichs, Leipzig 1904.
- Acta Pauli Übersetzung Untersuchungen und koptischer Text, zweite erweiterte Ausgabe ohne Tafeln, Hinrichs, Leipzig 1905.
- Der erste Clemensbrief in altkoptischer Übersetzung untersucht und herausgegeben von Carl Schmidt. Mit Lichtdruckfaksimile der Handschrift, Hinrichs, Leipzig 1908.
- Die alten Petrusakten. im Zusammenhang der apokryphen Apostellitteratur nebst einem neuentdeckten Fragment, untersucht von Carl Schmidt, Hinrichs, Leipzig 1903. In: Texte und Untersuchungen zur Geschichte der altchristlichen Literatur. herausgegeben von Oskar von Gebhardt und Adolf Harnack, Neue Folge Neunter Band, der ganzen Reihe XXIV Band. This translation refers to the papyrus manuscript P 8502 in the Berliner Papyrussammlung.
- Altchristliche Texte. bearbeitet von C. Schmidt und W. Schubart. Mit zwei Lichtdrucktafeln, Weidmannsche Buchhandlung in Berlin 1910. In: Berliner Klassikertexte herausgegeben von der Generalverwaltung der kgl. Museen zu Berlin, Heft VI Altchristliche Texte. Contains: Ignatius, Epistula ad Smyrnacos III-XII, 1.; Der Hirt des Hermas; Anthologie aus den Briefen des Basileios; Anthologie aus der Vita Mosis des Gregor von Nyssa; Osterfestbrief des Alexander, Patriarch von Alexandrien; Liturgische Stücke; Amulette.
- Gespräche Jesu mit seinen Jüngern nach der Auferstehung ein katholisch-apostolisches Sendschreiben des 2. Jahrhunderts nach einem koptischen Papyrus des Institut de la Mission archéol. française au Caire unter Mitarbeit von Herrn Pierre Lacau ... herausgegeben, übersetzt und untersucht, nebst drei Exkursen von Carl Schmidt. Übersetzung des äthiopischen Textes von Dr. Isaak Wajnberg, Hinrichs, Leipzig 1919.
- Neue Originalquellen des Manichäismus aus Ägypten, Vortrag gehalten auf der Jahreshauptversammlung der Gesellschaft für Kirchengeschichte in Berlin am 9. November 1932. Kohlhammer, Stuttgart 1933.
- Ein Mani-Fund in Ägypten: Originalschriften des Mani und seiner Schüler / von Carl Schmidt und Hans Jakob Polotsky. In: Sitzungsberichte der Preussischen Akademie der Wissenschaften : Phil.-Hist. Klasse ; 1933,1. Verlag der Akadademie der Wissenschaften, Berlin 1933.
- Manichäische Handschriften der Staatlichen Museen zu Berlin. Kephalaia. Bd. 1. Hälfte 1. hrsg. unter der Leitung von Carl Schmidt, Stuttgart 1940.